# Akikaze (1920)
Akikaze (jap. 秋風) – japoński niszczyciel z okresu międzywojennego i II wojny światowej, będący siódmym z piętnastu niszczycieli typu Minekaze. Zwodowany w grudniu 1920 roku, wprowadzony do służby w Dai-Nippon Teikoku Kaigun (Cesarska Marynarka Wojenna Wielkiej Japonii) w kwietniu 1921 roku. Okręt brał udział m.in. w walkach na Pacyfiku i bitwie w zatoce Leyte. Został zatopiony przez amerykański okręt podwodny USS „Pintado” 3 listopada 1944 roku.
Uzbrojenie główne składało się początkowo z czterech dział artylerii głównej kalibru 120 mm, sześciu wyrzutni torped kalibru 533 mm oraz dwóch karabinów maszynowych kalibru 6,5 mm. W trakcie służby okręt kilkukrotnie przezbrajano. Napęd stanowiły dwa zespoły turbin, do których parę dostarczały cztery kotły. „Akikaze” był w stanie osiągnąć maksymalną prędkość 39 węzłów.

## Zamówienie i budowa
Na początku XX wieku, japoński przemysł okrętowy rozwijał się bardzo dynamicznie. Początkowo okręty wojenne kupowano w zagranicznych stoczniach, jednak z czasem wykorzystywano zagraniczne licencje. W połowie 1917 roku pojawił się program „Flota 8-6”, przedstawiony przez admirała Tomosaburō Katō – Ministra Cesarskiej Marynarki Wojennej oraz późniejszego premiera Japonii. Program zakładał pozyskanie 27 nowych niszczycieli. Program ten stanowić miał także uzupełnienie dla pozyskiwanych pancerników i krążowników liniowych. Przygotowywany przez flotę projekt okrętów zyskał oznaczenie F-40 i bazował zarówno z doświadczeń eksploatacyjnych Japończyków na okrętach tej klasy, ale i raportach z wykorzystania niszczycieli na frontach I wojny światowej. W 1917 roku japońska flota weszła w posiadanie planów niemieckiego niszczyciela SMS V 30, który należał do projektu V 25. Dużo rozwiązań technologicznych zapożyczono z niemieckiego okrętu.
Ostatecznie rozpoczęte jeszcze w 1916 roku prace projektowe uległy przyspieszeniu i rozwinięciu. Opracowano dwa warianty niszczycieli, które oznaczono jako F-40 i F-41, gdzie ten ostatni stanowił bazę dla serii okrętów typu Minekaze.
Stępkę pod budowę „Akikaze” położono 7 czerwca 1920 roku w stoczni Mitsubishi w Nagasaki. Wodowanie jednostki miało miejsce 14 grudnia 1920 roku. Okręt przyjęto do służby 1 kwietnia 1921 roku. Zgodnie z nomenklaturą nazywania okrętów w Japonii okręt otrzymał nazwę od zjawiska pogodowego – akikaze, co można przetłumaczyć jako „wiatr oceaniczny”; spotykane jest też angielskie tłumaczenie Autumn Wind (pol. jesienny wiatr).

## Konstrukcja

### Skrócony opis konstrukcji
Kadłub „Akikaze” miał długość całkowitą wynoszącą 102,57 m oraz szerokość 8,92 m. Konstrukcja kadłuba jednostki oparta była na łączeniach poprzecznych oraz wzdłużnych. Zastosowano dno podwójne. Poszycie kadłuba mocowane było do szkieletu metodą zakładkową za pomocą nitów. Dzięki podziałowi na 14 przedziałów wodoszczelnych okręt miał zagwarantowaną dużą niezatapialność.
Napęd okrętu stanowiły dwa zespoły turbin parowych systemu Parsonsa, które generowały łączną moc 38 500 KM. Parę do nich dostarczały cztery kotły typu Kampon „RO-GO”. Turbiny umiejscowiono w jednym przedziale, gdzie odgrodzono je od siebie podłużną grodzią wodoszczelną, wzdłuż osi kadłuba, zaś kotły znajdowały się pojedynczo w osobnych przedziałach odgrodzone grodziami. Kotły opalano wyłącznie paliwem płynnym, którego zapas wynosił 395 ton. Jednocześnie „Akikaze” wraz z pozostałymi niszczycielami typu był pierwszym japońskim okrętem opalanym wyłącznie paliwem płynnym. Każdy zespół turbin napędzał swój wał napędowy, zakończony trójpłatową śrubą napędową. Jednostka miała jeden ster. Tak skonfigurowana siłownia okrętowa pozwalała osiągnąć niszczycielowi prędkość maksymalną wynoszącą 39 węzłów. Zasięg okrętu wynosił 3600 Mm przy prędkości 14 węzłów, 1550 Mm przy 27 węzłach, zaś przy prędkości bliskiej maksymalnej zasięg spadał do 700 Mm.
Energię elektryczną na pokładzie zapewniały dwa turbogeneratory o mocy 125 kW każdy oraz jeden generator awaryjny, napędzany przez silnik Diesla o mocy 50 KM. Załoga okrętu liczyła 148 oficerów i marynarzy.

### Uzbrojenie i wyposażenie

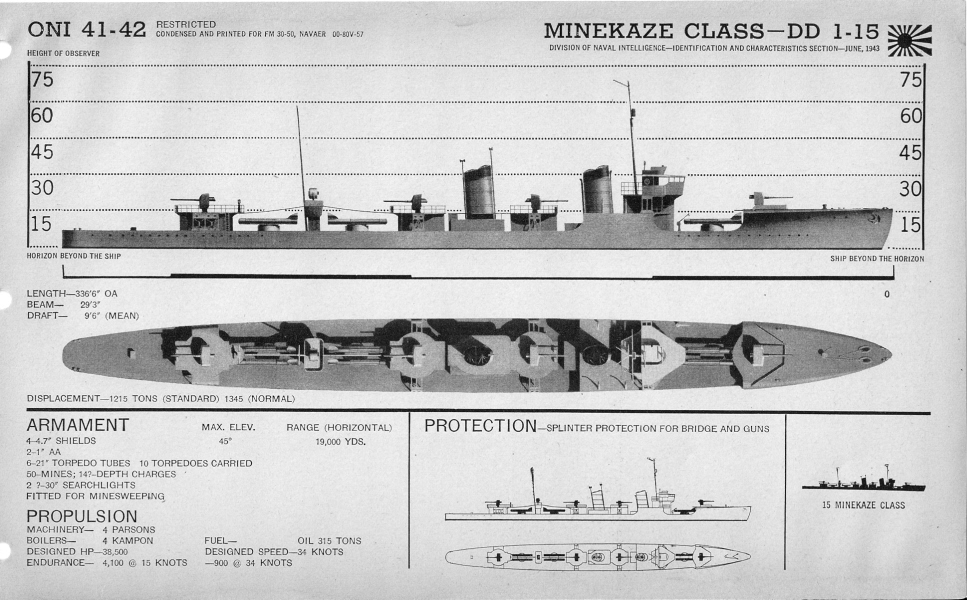
Sylwetka okrętów typu Minekaze w początkowej fazie służby (poniżej schemat opancerzenia oraz rozstawienia uzbrojenia)

Główne uzbrojenie niszczyciela stanowiły cztery armaty kal. 120 mm o długości lufy wynoszącej 45 kalibrów. Maksymalny kąt podniesienia lufy wynosił tylko 45°, co pozwalało na rażenie wyłącznie celów morskich i lądowych. Początkowo armaty chronione były przez lekką osłonę przeciwodłamkową, jednak z czasem eksploatacji na „Akikaze” oraz pozostałych niszczycielach typu (oprócz trzech ostatnich okrętach serii) zostały zmodyfikowane. Armata miotała pociski o masie 20,04 kg na odległość do 16 075 m. Prędkość wylotowa pocisku wynosiła 845 m/s, zaś szybkostrzelność 9 strzałów na minutę. Armaty rozmieszczono w następujący sposób: armata numer 1 ulokowana była na pokładzie dziobówki, armaty 2 i 3 na pokładówce na śródokręciu pomiędzy kominami, natomiast ostatnia o numerze 4 znajdowała się na nadbudówce rufowej.
Początkowo okręt nie miał żadnego uzbrojenia przeciwlotniczego, zgodnie z panującym w czasach wprowadzenia do służby przeświadczeniem lotnictwo odgrywać miało marginalną rolę. Pewnego rodzaju ochronę przed lotnictwem stanowić miały dwa pojedyncze karabiny maszynowe kal. 6,5 mm. Na przełomie lat 1938–1939 okręt przeszedł modernizację uzbrojenia przeciwlotniczego i zyskał cztery pojedyncze działka plot. kal. 25 mm w miejsce karabinów maszynowych. W 1942 roku został przezbrojony: zdemontowano armatę z rufy oraz jedną ze śródokręcia. W miejsce rufowej armaty zamontowano zdwojone działko plot. kal. 25 mm, zaś w miejscu armaty na śródokręciu zamontowano dwa pojedyncze działka również kal. 25 mm. W listopadzie 1942 roku okręt przeszedł ponowne przezbrojenie, w którego trakcie na platformie nadbudówki zamontowano dwa zdwojone działka plot. kal. 25 mm, a także dobudowano pomost przed mostkiem dla kolejnych dwóch zdwojonych działek kal. 25 mm.
Uzbrojenie torpedowe składało się z trzech podwójnych wyrzutni torped kal. 533 mm Typ 6 Mod 1. Wyrzutnie napędzane były elektrycznie, jednak w wyniku awarii mogły być obsługiwane ręcznie. Jedna z wyrzutni znajdowała się przed mostkiem za wysoką dziobówką, zaś dwie pozostałe na śródokręciu między drugim kominem a nadbudówką. Dodatkowo okręt miał możliwość wzięcia na pokład 6 zapasowych skrzyń z torpedami, jednak nie był wyposażony w przyrządy ułatwiające ich ponowne ładowanie, co znacząco utrudniało ich ponowny załadunek. W 1942 roku pozostawiono tylko jedną podwójną wyrzutnię na śródokręciu. Początkowo okręt dysponował dwoma zrzutniami bomb głębinowych z zapasem po 18 bomb głębinowych. Podczas remontu z przełomu lat 1938–1939 na okręcie zamontowano dwie nowe zrzutnie Typu 3 z zapasem 36 bomb głębinowych. Od 1942 roku okręt zyskał dodatkowo cztery miotacze bomb głębinowych.
Do kierowania ognia artyleryjskiego służył dalmierz Typ B o podstawie 2,5 m. W czasie modernizacji jednostek z lat 30. XX wieku okręty wyposażono dodatkowo w urządzenia do kierowania torped Typ 14 oraz stare dalmierze wymieniono na nowe modele. Do zwalczania okrętów podwodnych na okręcie zainstalowano sonar Typ 93 oraz hydrofon Typ 92. Na przełomie 1943 i 1944 roku przed masztem dziobowym zamontowano radar przeszukiwania przestrzeni powietrznej Typ 13.

## Służba

### Okres międzywojenny
Po wejściu do służby 1 kwietnia 1921 roku, załoga „Akikaze” szkoliła się na początkowo na Morzu Wewnętrznym. 10 września okręt wszedł w skład 4. Dywizjonu Niszczycieli 1. Flotylli Pierwszej Floty w Sasebo. W dniach od 26 czerwca do 4 lipca 1922 okręt stacjonował w Ryojun, zaś od 29 sierpnia do 10 września tego samego roku okręt wraz z krążownikami „Tenryū” i „Tatsuta” operował w rejonie wschodniego wybrzeża ZSRR. Od stycznia do września 1923 roku okręt działał operacyjnie u wybrzeży Chin. Na początku marca 1923 roku niszczyciel przebazowano w rejon Tajwanu, po czym do 16 kwietnia tego samego roku „Akikaze” operował na wodach środkowych Chin. Z końcem marca 1925 roku okręt wszedł do portu w Dalian, gdzie pozostał do końca kwietnia 1925 roku. W tym samym roku niszczyciel powrócił do Sasebo, gdzie pozostał do końca 1926 roku.
31 grudnia 1926 roku okręt został przeniesiony do rezerwy w Sasebo, w której pozostawał przez okres kolejnych trzech lat. Na początku stycznia 1930 roku został skierowany do remontu w Sasebo, który trwał do września tego roku. 1 grudnia 1930 roku okręt wraz z 4 Flotyllą Niszczycieli włączono ponownie w skład 1. Flotylli Pierwszej Floty. Od 29 marca do 18 kwietnia 1931 roku okręt operował po wodach chińskich, zawijając do portów w Qingdao i Dalian. Z końcem kwietnia 1931 roku okręt wrócił do Japonii, po czym skierowano go do rezerwy w Yokosuce. W styczniu 1935 roku jednostka odbywała rejsy patrolowe w rejonie wysp Kurylskich oraz Sachalinu. Do maja 1938 roku okręt zajmował się ochroną własnej floty rybackiej. Od czerwca 1938 roku do stycznia 1939 roku „Akikaze” odbywał remont dokowy w Sasebo. W jego trakcie dokonano przeglądu siłowni, naprawiono poszycie, wzmocniono strukturę kadłuba w rejonie maszynowni i kotłowni oraz zmniejszono pojemność zbiorników paliwa o około 100 ton. Zmodyfikowano konstrukcję kominów, by zapobiec zadymianiu pomostów. Jednocześnie okręt zyskał nowe uzbrojenie, m.in. działka przeciwlotnicze kalibru 25 mm, a także wyposażenie przeznaczone do wykrywania okrętów podwodnych.

### Lata 1939–1942
Po zakończonym remoncie z roku 1939 okręt odbywał rejsy szkolne po wodach Morzu Wewnętrznym Japonii do lutego 1942 roku. Pod koniec lipca jednostkę skierowano do bazy w Rabaulu, gdzie przeszła kolejną wojenną modernizację. „Akikaze” przebudowano do roli szybkiego transportowca wojska. Zdemontowano dwa działa kalibru 120 mm oraz dwie wyrzutnie torped. Zwiększono liczbę działek plot. kal. 25 mm oraz zamontowano nowe zrzutnie i miotacze bomb głębinowych. Po przebudowie okręt przewoził wojska pomiędzy Rabaulem a wyspami Shortland.
Podczas jednego z rejsów transportowych, 19 sierpnia 1942 roku okręt został zbombardowany przez amerykańskie lotnictwo pokładowe. Jedna z bomb trafiła w okolice rufy niszczyciela, doprowadzając do licznych uszkodzeń i śmierci 12 marynarzy. „Akikaze” skierowano na remont do Singapuru, który trwał do 25 września 1942 roku. Po zakończeniu napraw okręt powrócił 28 września tego samego roku do służby transportowej na swojej stałej trasie. Niszczyciel podlegał wówczas dowództwu 8 Floty. 21 października okręt wyruszył z transportem 100 żołnierzy i ładunkiem około 100 ton sprzętu i zaopatrzenia na wyspę Guadalcanal. 24 października jednostka dotarła do celu i dokonała rozładunku. W drodze powrotnej niszczyciel został zauważony przez amerykańskie bombowce, które rozpoczęły bombardowanie okrętu. „Akikaze” nie został trafiony żadną bombą, jednak w wyniku pobliskich eksplozji doszło do uszkodzenia kadłuba. Dwa dni później okręt ponownie transportował ładunek na Guadalcanal i ponownie został zaatakowany przez lotnictwo Amerykanów. Niszczyciel został trafiony jedną bombą w rejon kotłowni, co spowodowało jej uszkodzenie oraz uszkodzenie jednej z turbin. Prędkość spadła do 20 węzłów, a śmierć poniosło 20 członków załogi. Zrezygnowano z dostarczenia ładunku i jednostka o własnych siłach dopłynęła do Shortland 27 października. W połowie listopada 1942 roku okręt udał się na atol Truk, gdzie przeszedł remont i kolejne dozbrojenie w broń przeciwlotniczą.

### Lata 1943–1944
W styczniu 1943 roku, po zakończonym remoncie, niszczyciel udał się z powrotem do bazy w Rabaulu. „Akikaze” odbywał tam rejsy transportowe dla wojsk znajdujących się w rejonie wysp na Archipelagu Bismarcka.

#### Masakra osób cywilnych
W marcu 1943 roku załoga „Akikaze” dokonała zbrodni wojennej, mordując na pokładzie swego okrętu dużą grupę osób cywilnych. 17 marca przed południem niszczyciel przybył do Wewak na wschodnim wybrzeżu Nowej Gwinei, przywożąc zaopatrzenie dla miejscowego garnizonu japońskiego. Następnie z pobliskiej wyspy Kairiru zabrał 42 osoby: rzymskokatolickich duchownych i zakonnice – w większości pochodzenia niemieckiego, a także ich chińskich służących i podopiecznych, w tym dwoje niemowląt. Jeszcze tego samego dnia „Akikaze” udał się do Lorengau na wyspie Manus, skąd zabrał około 20 protestanckich misjonarzy – także w większości pochodzenia niemieckiego, oraz kilkoro ich chińskich służących.
18 marca przed południem „Akikaze” zakotwiczył na redzie portu w Kaviengu na Nowej Irlandii. Nikomu nie pozwolono jednak zejść na ląd lub wejść na pokład. Dowódcy niszczyciela, którym był w tym czasie kmdr ppor. Tsurukichi Sabe, niespodziewanie dostarczono rozkaz wymordowania wszystkich misjonarzy i towarzyszących im osób. Komandor niezwłocznie rozkazał podnieść kotwicę i obrać kurs na Rabaul. Masakrę przeprowadzono jeszcze tego samego dnia. Na prowizorycznym szafocie, który okrętowi cieśle zbudowali na rufie niszczyciela, ofiary były pojedynczo rozstrzeliwane ogniem karabinów i lekkiego karabinu maszynowego. W ciągu blisko trzech godzin zamordowano w ten sposób około 60 osób, w tym wikariusza apostolskiego w Wewak bp. Josefa Lörksa. Dwoje chińskich niemowląt marynarze wyrwali z rąk zakonnic, po czym wyrzucili za burtę. Podobnie postąpiono ze zwłokami rozstrzelanych.
Przebieg masakry udało się odtworzyć dzięki zeznaniom, które złożyli po wojnie ocalali członkowie załogi „Akikaze”. Żaden ze sprawców i rozkazodawców nie został jednak pociągnięty do odpowiedzialności karnej.
Z powodu tej masakry „Akikaze” jest zaliczany do grona japońskich „piekielnych statków”.

#### Służba na zachodnim Pacyfiku
2 sierpnia 1943 roku niszczyciel został trafiony bombą podczas rajdu Amerykanów na Rabaul. Bomba eksplodowała w pomiędzy mostkiem a pierwszym kominem. W wyniku wybuchu uszkodzeniu uległa kotłownia dziobowa oraz doszło do pożaru, który został szybko opanowany przez załogę. Zginęło 23 marynarzy, w tym dowódca niszczyciela kmdr ppor. Tsurukichi Sabe . 15 sierpnia po przeprowadzeniu prowizorycznych napraw niszczyciel udał się do Truk na remont.
Do Rabaulu powrócił 15 listopada 1943 roku. 7 grudnia 1943 roku okręt zderzył się z niszczycielem „Amagiri”. W wyniku zdarzenia uszkodzeniu uległ kadłub po prawej burcie i okręt skierowano ponownie na remont do Truk. 21 grudnia podczas podejścia do Truk, „Akikaze” został zaatakowany przez lotnictwo amerykańskie. Niszczyciel nie został trafiony żadną bombą, jednak pobliskie wybuchy doprowadziły do licznych uszkodzeń poszycia. Doszło do zalania wielu pomieszczeń na okręcie. Niszczyciel ponownie skierowano na remont do Truk, gdzie oprócz napraw przeprowadzono modernizację z przebudową. Całkowicie przebudowano mostek oraz zamontowano radar dozoru powietrznego Typ 13 przed przednim masztem. 17 lutego 1944 roku okręt przebywał w remoncie w Truk, jednak podczas ataku lotniczego Amerykanów na atol uległ on uszkodzeniom w wyniku bliskich eksplozji bomb. Remont przedłużył się aż do 20 maja 1944 roku.
30 maja 1944 roku niszczyciel zawinął do Japonii, gdzie zasilił Morski Region Maizuru. Od tego czasu okręt pełnił rolę eskortowca pomiędzy wyspami macierzystymi a archipelagiem Riukiu. Z końcem września okręt zasilił Mobilną Grupę Łączności dowodzoną przez wadm. Jisaburō Ozawę. W dniach 20–26 października 1944 roku okręt uczestniczył w walkach w zatoce Leyte. Niszczyciel uratował rozbitków zatopionego transportowca „Jinei Maru”. 27 października okręt opuścił rejon Okinawy i zawinął do Manili 1 listopada 1944 roku. Następnego dnia „Akikaze” wyruszył wraz z niszczycielami „Uzuki”, „Yūzuki” oraz krążownikiem „Kiso” i lotniskowcem „Jun'yō” do Brunei.

#### Zatopienie okrętu
3 listopada 1944 roku operujący w odległości około 160 Mm od przylądka Bolinao, amerykański okręt podwodny USS „Pintado” (SS-387), uzyskał informację o tym, że w rejonie jego patrolu pojawi się lotniskowiec wraz z eskortą 3 niszczycieli oraz krążownika lub pancernika. O godzinie 20:20 załoga okrętu podwodnego dostrzegła sylwetkę lotniskowca. O godzinie 21:50 „Pintado” rozpoczął atak. Załoga okrętu podwodnego wystrzeliła w kierunku lotniskowca 6 torped. Dowódca „Akikaze” – Nitaro Ymazaki, dostrzegł kilwater zbliżających się torped. Wysłał informację: „Zauważyłem okręt podwodny. Interweniuję”. Dowódca, rozkazał skierować okręt w kierunku nadpływających torped, zwiększając prędkość, by osłonić lotniskowiec przed ich trafieniem. Dwie torpedy trafiły w niszczyciel około godziny 22:50, rozrywając go. Niszczyciel zatonął wraz z całą załogą liczącą 205 oficerów i marynarzy w ciągu 8 minut o godzinie 22:58, na pozycji 16°48′N 117°17′E/16,800000 117,283333.
Pozostałe torpedy nie trafiły w cel i „Jun’yō” wraz z eskortą dotarł do celu 6 listopada 1944 roku. „Akikaze” skreślono ze stanu floty 10 stycznia 1945 roku.